# Sadocus polyacanthus
Sadocus polyacanthus es una especie de arácnido  del orden Opiliones de la familia Gonyleptidae.

## Distribución geográfica
Se encuentra en Chile y Argentina.